# Michael Reiziger
Michael John Reiziger (Amstelveen, 3 mei 1973) is een Surinaams-Nederlands voetbaltrainer en voormalig voetballer. Hij speelde voornamelijk als rechtsback, maar werd ook als centrale verdediger of linksback ingezet.
Reiziger speelde in zijn beginjaren als rechtsbuiten en rechtshalf, maar werd op verzoek van trainer Louis van Gaal rond 1994 omgeschoold tot verdediger. Hij kende zijn grootste sportieve successen bij Ajax in het midden van de jaren 90 en in zijn eerste jaren bij FC Barcelona. Tevens kwam hij 72 keer uit voor het Nederlands elftal, op onder meer vier eindtoernooien. Na het seizoen 2006/2007 stopte hij met voetballen. Vanaf augustus 2008 volgde hij een opleiding tot Coach Betaald Voetbal. Hij was eind 2017 een wedstrijd interim-trainer van Ajax, na het eerdere ontslag van Marcel Keizer. Reiziger heeft de clubleiding van Ajax laten weten dat hij zijn loopbaan als hoofdtrainer wil vervolgen. Omdat hij bij de Amsterdamse club na het vertrek van Ten Hag en het ontslag van Schreuder niet in beeld was voor een promotie, wil hij zijn geluk na zes jaar elders beproeven.

## Carrière

### Ajax
Reiziger debuteerde in het seizoen 1990/1991 voor de hoofdmacht van Ajax, toen nog als rechtsbuiten. In zijn eerste 2,5 seizoen bij de Amsterdammers kwam hij tot drie wedstrijden. Op papier won hij in deze periode de UEFA Cup, maar leverde daaraan zelf geen bijdrage. Aangezien hij nauwelijks aan spelen toekwam, werd hij halverwege zijn derde seizoen verhuurd aan FC Volendam. Na tien wedstrijden dreigde hij er in het tweede elftal terecht te komen, waarop hij met ruzie vertrok. Reiziger was van mening dat hij in dat geval beter voor Ajax 2 dan voor Volendam 2 kon uitkomen. Het volgende seizoen werd hij verhuurd aan FC Groningen. Hier draaide hij voor het eerst een volwaardig seizoen, met 34 wedstrijden en zes treffers. Omdat Clyde Wijnhard weigerde zich te laten omscholen tot rechtsback van Ajax, wendde trainer Van Gaal zich vervolgens tot Reiziger. Zijn akkoord met de omscholing bleek een goede keuze.
In het Ajax van midden jaren ’90 groeide Reiziger uit tot vaste rechtsback van het team. In twee seizoenen won hij twee landstitels, twee Nederlandse Supercups, eenmaal de UEFA Champions League, eenmaal de UEFA Super Cup en eenmaal de wereldbeker.

### AC Milan
Na de periode in Amsterdam vertrok Reiziger naar Italiaans landskampioen AC Milan. Daar oogstte hij weinig waardering in een zwaar seizoen, waarin de club op een tegenvallende elfde plaats eindigde. Reiziger speelde tien wedstrijden. Toen Van Gaal andermaal beroep op hem deed vanuit Catalonië, was hij snel vertrokken.

### FC Barcelona
Bij FC Barcelona werd Reiziger opnieuw basisspeler en won hij de Spaanse landstitel en de Copa del Rey. Als gevolg van een eerder gewonnen Europacup II speelde Barça in 1997/1998 ook om de UEFA Super Cup, die het eveneens won. Het volgende seizoen werd Reiziger herenigd met de Nederlandse spelers Patrick Kluivert, Winston Bogarde en Ronald en Frank de Boer, die naar Barcelona werden gehaald. Samen prolongeerden ze Barcelona's landstitel. In Reizigers derde seizoen in Spanje won de club niets.
Barcelona draaide de drie jaar daarna niet mee met de absolute top. Reiziger kwam minder aan spelen toe, met name in het seizoen 2001/2002, waarin hij dertienmaal mocht opdraven. Desondanks bleef hij normaliter eerste keus voor de back-positie. In het seizoen 2003/2004 begon Barcelona zich te herstellen, met een nieuw bestuur en een nieuwe trainer werd de weg omhoog weer ingezet. Reiziger speelde hierin een zodanig belangrijke rol, dat hij door de Spaanse sportpers een plek in het elftal van het jaar kreeg toegewezen. De socios en het bestuur hadden het daarentegen gehad met de Nederlandse enclave, waardoor onder andere Reiziger na het seizoen de club uit werd gewerkt.

### Middlesbrough
Reiziger vond in Middlesbrough een nieuwe werkgever, ondanks vermeende interesse van onder andere Valencia. Samen met landgenoten Jimmy Floyd Hasselbaink, Boudewijn Zenden en George Boateng bevond hij zich wederom met meerdere landgenoten in de selectie van een buitenlandse club. In de Premier League was Reiziger de eerste keus van trainer Steve McClaren, maar door blessureleed was hij weinig beschikbaar. Na anderhalf seizoen en 22 competitiewedstrijden liet de Engelse ploeg hem gaan.

### PSV
PSV haalde de verdediger daarop terug naar de Eredivisie. Hier overtuigde hij de meeste critici niet, maar won hij met de club wel de Nederlandse titel. Tijdens het seizoen 2006/2007 belandde hij op de reservebank. Wanneer hij speelde was dat voornamelijk als linksback. Op de laatste speeldag won hij met PSV wederom de landstitel. In mei 2007 werd bekend dat zijn contract niet werd verlengd. Reiziger wilde graag zijn loopbaan afsluiten in het Midden-Oosten, maar stopte desondanks toch met voetbal.

## Interlandcarrière

### Nederlands elftal
Reiziger debuteerde eind 1994 voor Oranje in een kwalificatiewedstrijd voor het EK 1996 tegen Noorwegen. Tot het EK in Portugal tien jaar later, bleef hij Oranjeklant. Reiziger speelde drie EK’s en één WK. Hij vond eenmaal het net, in een oefenwedstrijd tegen Duitsland. Na het EK 2004 kondigde hij zijn afscheid aan, met 72 interlands achter zijn naam. In september 2005 gaf hij aan weer beschikbaar te zijn voor de nationale ploeg, maar toenmalig bondscoach Marco van Basten riep hem nooit op.
| Interlands van Michael Reiziger voor Nederland | Interlands van Michael Reiziger voor Nederland | Interlands van Michael Reiziger voor Nederland | Interlands van Michael Reiziger voor Nederland | Interlands van Michael Reiziger voor Nederland | Interlands van Michael Reiziger voor Nederland |
| №                                              | Datum                                          | Wedstrijd                                      | Uitslag                                        | Competitie                                     | Goals                                          |
| Als speler van AFC Ajax                        | Als speler van AFC Ajax                        | Als speler van AFC Ajax                        | Als speler van AFC Ajax                        | Als speler van AFC Ajax                        | Als speler van AFC Ajax                        |
| ---------------------------------------------- | ---------------------------------------------- | ---------------------------------------------- | ---------------------------------------------- | ---------------------------------------------- | ---------------------------------------------- |
| 1                                              | 12.10.1994                                     | Noorwegen – Nederland                          | 1 – 1                                          | EK-kwalificatie                                | 0                                              |
| 2                                              | 18.01.1995                                     | Nederland – Frankrijk                          | 0 – 1                                          | Vriendschappelijk                              | 0                                              |
| 3                                              | 06.09.1995                                     | Nederland – Wit-Rusland                        | 1 – 0                                          | EK-kwalificatie                                | 0                                              |
| 4                                              | 11.10.1995                                     | Malta – Nederland                              | 0 – 4                                          | EK-kwalificatie                                | 0                                              |
| 5                                              | 15.11.1995                                     | Nederland – Noorwegen                          | 3 – 0                                          | EK-kwalificatie                                | 0                                              |
| 6                                              | 13.12.1995                                     | Nederland – Ierland                            | 2 – 0                                          | EK-kwalificatie                                | 0                                              |
| 7                                              | 29.05.1996                                     | Nederland – China                              | 2 – 0                                          | Vriendschappelijk                              | 0                                              |
| 8                                              | 04.06.1996                                     | Nederland – Ierland                            | 3 – 1                                          | Vriendschappelijk                              | 0                                              |
| 9                                              | 10.06.1996                                     | Nederland – Schotland                          | 0 – 0                                          | EK-eindronde                                   | 0                                              |
| 10                                             | 13.06.1996                                     | Nederland – Zwitserland                        | 2 – 0                                          | EK-eindronde                                   | 0                                              |
| 11                                             | 18.06.1996                                     | Engeland – Nederland                           | 4 – 1                                          | EK-eindronde                                   | 0                                              |
| 12                                             | 22.06.1996                                     | Frankrijk – Nederland                          | 0 – 0                                          | EK-eindronde                                   | 0                                              |
| Als speler van AC Milan                        |                                                |                                                |                                                |                                                |                                                |
| 13                                             | 31.08.1996                                     | Nederland – Brazilië                           | 2 – 2                                          | Vriendschappelijk                              | 0                                              |
| 14                                             | 09.11.1996                                     | Nederland – Wales                              | 7 – 1                                          | WK-kwalificatie                                | 0                                              |
| 15                                             | 14.12.1996                                     | België – Nederland                             | 0 – 3                                          | WK-kwalificatie                                | 0                                              |
| 16                                             | 26.02.1997                                     | Frankrijk – Nederland                          | 2 – 1                                          | Vriendschappelijk                              | 0                                              |
| 17                                             | 29.03.1997                                     | Nederland – San Marino                         | 4 – 0                                          | WK-kwalificatie                                | 0                                              |
| 18                                             | 02.04.1997                                     | Turkije – Nederland                            | 1 – 0                                          | WK-kwalificatie                                | 0                                              |
| 19                                             | 30.04.1997                                     | San Marino – Nederland                         | 0 – 6                                          | WK-kwalificatie                                | 0                                              |
| 20                                             | 04.06.1997                                     | Zuid-Afrika – Nederland                        | 0 – 2                                          | Vriendschappelijk                              | 0                                              |
| Als speler van FC Barcelona                    |                                                |                                                |                                                |                                                |                                                |
| 21                                             | 06.09.1997                                     | Nederland – België                             | 3 – 1                                          | WK-kwalificatie                                | 0                                              |
| 22                                             | 11.10.1997                                     | Nederland – Turkije                            | 0 – 0                                          | WK-kwalificatie                                | 0                                              |
| 23                                             | 21.02.1998                                     | Verenigde Staten – Nederland                   | 0 – 2                                          | Vriendschappelijk                              | 0                                              |
| 24                                             | 24.02.1998                                     | Mexico – Nederland                             | 2 – 3                                          | Vriendschappelijk                              | 0                                              |
| 25                                             | 27.05.1998                                     | Nederland – Kameroen                           | 0 – 0                                          | Vriendschappelijk                              | 0                                              |
| 26                                             | 01.06.1998                                     | Nederland – Paraguay                           | 5 – 1                                          | Vriendschappelijk                              | 0                                              |
| 27                                             | 25.06.1998                                     | Mexico – Nederland                             | 2 – 2                                          | WK-eindronde                                   | 0                                              |
| 28                                             | 29.06.1998                                     | Nederland – Joegoslavië                        | 2 – 1                                          | WK-eindronde                                   | 0                                              |
| 29                                             | 04.07.1998                                     | Argentinië – Nederland                         | 1 – 2                                          | WK-eindronde                                   | 0                                              |
| 30                                             | 07.07.1998                                     | Brazilië – Nederland                           | 1 – 1                                          | WK-eindronde                                   | 0                                              |
| 31                                             | 10.10.1998                                     | Nederland – Peru                               | 2 – 0                                          | Vriendschappelijk                              | 0                                              |
| 32                                             | 13.10.1998                                     | Nederland – Ghana                              | 0 – 0                                          | Vriendschappelijk                              | 0                                              |
| 33                                             | 18.11.1998                                     | Duitsland – Nederland                          | 1 – 1                                          | Vriendschappelijk                              | Goal                                           |
| 34                                             | 31.03.1999                                     | Nederland – Argentinië                         | 1 – 1                                          | Vriendschappelijk                              | 0                                              |
| 35                                             | 05.06.1999                                     | Brazilië – Nederland                           | 2 – 2                                          | Vriendschappelijk                              | 0                                              |
| 36                                             | 18.08.1999                                     | Denemarken – Nederland                         | 0 – 0                                          | Vriendschappelijk                              | 0                                              |
| 37                                             | 04.09.1999                                     | Nederland – België                             | 5 – 5                                          | Vriendschappelijk                              | 0                                              |
| 38                                             | 13.11.1999                                     | Nederland – Tsjechië                           | 1 – 1                                          | Vriendschappelijk                              | 0                                              |
| 39                                             | 23.02.2000                                     | Nederland – Duitsland                          | 2 – 1                                          | Vriendschappelijk                              | 0                                              |
| 40                                             | 04.06.2000                                     | Nederland – Polen                              | 3 – 1                                          | Vriendschappelijk                              | 0                                              |
| 41                                             | 11.06.2000                                     | Nederland – Tsjechië                           | 1 – 0                                          | EK-eindronde                                   | 0                                              |
| 42                                             | 16.06.2000                                     | Nederland – Denemarken                         | 3 – 0                                          | EK-eindronde                                   | 0                                              |
| 43                                             | 02.09.2000                                     | Nederland – Ierland                            | 2 – 2                                          | WK-kwalificatie                                | 0                                              |
| 44                                             | 07.10.2000                                     | Cyprus – Nederland                             | 0 – 4                                          | WK-kwalificatie                                | 0                                              |
| 45                                             | 11.10.2000                                     | Nederland – Portugal                           | 0 – 2                                          | WK-kwalificatie                                | 0                                              |
| 46                                             | 15.11.2000                                     | Spanje – Nederland                             | 1 – 2                                          | Vriendschappelijk                              | 0                                              |
| 47                                             | 28.02.2001                                     | Nederland – Turkije                            | 0 – 0                                          | Vriendschappelijk                              | 0                                              |
| 48                                             | 28.03.2001                                     | Portugal – Nederland                           | 2 – 2                                          | WK-kwalificatie                                | 0                                              |
| 49                                             | 02.06.2001                                     | Estland – Nederland                            | 2 – 4                                          | WK-kwalificatie                                | 0                                              |
| 50                                             | 15.08.2001                                     | Engeland – Nederland                           | 0 – 2                                          | Vriendschappelijk                              | 0                                              |
| 51                                             | 10.11.2001                                     | Denemarken – Nederland                         | 1 – 1                                          | Vriendschappelijk                              | 0                                              |
| 52                                             | 13.02.2002                                     | Nederland – Engeland                           | 1 – 1                                          | Vriendschappelijk                              | 0                                              |
| 53                                             | 27.03.2002                                     | Nederland – Spanje                             | 1 – 0                                          | Vriendschappelijk                              | 0                                              |
| 54                                             | 19.05.2002                                     | Verenigde Staten – Nederland                   | 0 – 2                                          | Vriendschappelijk                              | 0                                              |
| 55                                             | 21.08.2002                                     | Noorwegen – Nederland                          | 0 – 1                                          | Vriendschappelijk                              | 0                                              |
| 56                                             | 07.09.2002                                     | Nederland – Wit-Rusland                        | 3 – 0                                          | EK-kwalificatie                                | 0                                              |
| 57                                             | 20.11.2002                                     | Duitsland – Nederland                          | 1 – 3                                          | Vriendschappelijk                              | 0                                              |
| 58                                             | 12.02.2003                                     | Nederland – Argentinië                         | 1 – 0                                          | Vriendschappelijk                              | 0                                              |
| 59                                             | 02.04.2003                                     | Moldavië – Nederland                           | 1 – 2                                          | EK-kwalificatie                                | 0                                              |
| 60                                             | 07.06.2003                                     | Wit-Rusland – Nederland                        | 0 – 2                                          | EK-kwalificatie                                | 0                                              |
| 61                                             | 20.08.2003                                     | België – Nederland                             | 1 – 1                                          | Vriendschappelijk                              | 0                                              |
| 62                                             | 06.09.2003                                     | Nederland – Oostenrijk                         | 3 – 1                                          | EK-kwalificatie                                | 0                                              |
| 63                                             | 10.09.2003                                     | Tsjechië – Nederland                           | 3 – 1                                          | EK-kwalificatie                                | 0                                              |
| 64                                             | 11.10.2003                                     | Nederland – Moldavië                           | 5 – 0                                          | EK-kwalificatie                                | 0                                              |
| 65                                             | 19.11.2003                                     | Nederland – Schotland                          | 6 – 0                                          | EK-kwalificatie                                | 0                                              |
| 66                                             | 28.04.2004                                     | Nederland – Griekenland                        | 4 – 0                                          | Vriendschappelijk                              | 0                                              |
| 67                                             | 01.06.2004                                     | Nederland – Faeröer                            | 2 – 0                                          | Vriendschappelijk                              | 0                                              |
| 68                                             | 05.06.2004                                     | Nederland – Ierland                            | 0 – 1                                          | Vriendschappelijk                              | 0                                              |
| 69                                             | 19.06.2004                                     | Tsjechië – Nederland                           | 3 – 2                                          | EK-eindronde                                   | 0                                              |
| 70                                             | 23.06.2004                                     | Letland – Nederland                            | 0 – 3                                          | EK-eindronde                                   | 0                                              |
| 71                                             | 26.06.2004                                     | Nederland – Zweden                             | 0 – 0                                          | EK-eindronde                                   | 0                                              |
| 72                                             | 30.06.2004                                     | Portugal – Nederland                           | 2 – 1                                          | EK-eindronde                                   | 0                                              |

## Carrièrestatistieken
| Seizoen         | Club                  |                    | Competitie       | Competitie | Competitie | Beker | Beker | Internationaal | Internationaal | Overig | Overig | Totaal | Totaal |
| Seizoen         | Club                  | Wed.               | Competitie       | Dlp.       | Wed.       | Dlp.  | Wed.  | Dlp.           | Wed.           | Dlp.   | Wed.   | Dlp.   |        |
| --------------- | --------------------- | ------------------ | ---------------- | ---------- | ---------- | ----- | ----- | -------------- | -------------- | ------ | ------ | ------ | ------ |
| 1990/91         | Ajax                  | Vlag van Nederland | Eredivisie       | 1          | 0          | 0     | 0     | —              | —              | —      | —      | 1      | 0      |
| 1991/92         | Ajax                  | Vlag van Nederland | Eredivisie       | 1          | 0          | 0     | 0     | 0              | 0              | —      | —      | 1      | 0      |
| 1992/93         | Ajax                  | Vlag van Nederland | Eredivisie       | 1          | 0          | 0     | 0     | 0              | 0              | —      | —      | 1      | 0      |
| Club totaal     | Club totaal           | Club totaal        | Club totaal      | 3          | 0          | 0     | 0     | 0              | 0              | 0      | 0      | 3      | 0      |
| 1992/93         | → FC Volendam (huur)  | Vlag van Nederland | Eredivisie       | 10         | 2          | 1     | 1     | —              | —              | —      | —      | 11     | 3      |
| Club totaal     | Club totaal           | Club totaal        | Club totaal      | 10         | 2          | 1     | 1     | 0              | 0              | 0      | 0      | 11     | 3      |
| 1993/94         | → FC Groningen (huur) | Vlag van Nederland | Eredivisie       | 34         | 6          | 1     | 0     | —              | —              | —      | —      | 35     | 6      |
| Club totaal     | Club totaal           | Club totaal        | Club totaal      | 34         | 6          | 1     | 0     | 0              | 0              | 0      | 0      | 35     | 6      |
| 1994/95         | Ajax                  | Vlag van Nederland | Eredivisie       | 34         | 0          | 3     | 0     | 11             | 0              | 1      | 0      | 49     | 0      |
| 1995/96         | Ajax                  | Vlag van Nederland | Eredivisie       | 26         | 1          | 2     | 0     | 12             | 0              | 1      | 0      | 41     | 1      |
| Club totaal1    | Club totaal1          | Club totaal1       | Club totaal1     | 60         | 1          | 5     | 0     | 23             | 0              | 2      | 0      | 90     | 1      |
| 1996/97         | AC Milan              | Vlag van Italië    | Serie A          | 10         | 0          | 4     | 0     | 3              | 0              | 1      | 0      | 18     | 0      |
| Club totaal     | Club totaal           | Club totaal        | Club totaal      | 10         | 0          | 4     | 0     | 3              | 0              | 1      | 0      | 18     | 0      |
| 1997/98         | FC Barcelona          | Vlag van Spanje    | Primera División | 29         | 0          | 4     | 0     | 9              | 0              | 2      | 0      | 44     | 0      |
| 1998/99         | FC Barcelona          | Vlag van Spanje    | Primera División | 26         | 0          | 0     | 0     | 5              | 0              | 2      | 0      | 33     | 0      |
| 1999/00         | FC Barcelona          | Vlag van Spanje    | Primera División | 29         | 0          | 4     | 0     | 11             | 0              | 2      | 0      | 46     | 0      |
| 2000/01         | FC Barcelona          | Vlag van Spanje    | Primera División | 25         | 0          | 7     | 0     | 8              | 0              | —      | —      | 40     | 0      |
| 2001/02         | FC Barcelona          | Vlag van Spanje    | Primera División | 11         | 0          | 0     | 0     | 8              | 0              | —      | —      | 19     | 0      |
| 2002/03         | FC Barcelona          | Vlag van Spanje    | Primera División | 21         | 0          | 1     | 0     | 9              | 0              | —      | —      | 31     | 0      |
| 2003/04         | FC Barcelona          | Vlag van Spanje    | Primera División | 30         | 0          | 4     | 0     | 6              | 0              | —      | —      | 40     | 0      |
| Club totaal     | Club totaal           | Club totaal        | Club totaal      | 171        | 0          | 20    | 0     | 56             | 0              | 6      | 0      | 253    | 0      |
| 2004/05         | Middlesbrough         | Vlag van Engeland  | Premiership      | 18         | 1          | 2     | 0     | 5              | 0              | —      | —      | 25     | 1      |
| 2005/06         | Middlesbrough         | Vlag van Engeland  | Premiership      | 4          | 0          | 0     | 0     | 0              | 0              | —      | —      | 4      | 0      |
| Club totaal     | Club totaal           | Club totaal        | Club totaal      | 22         | 1          | 2     | 0     | 5              | 0              | 0      | 0      | 29     | 1      |
| 2005/06         | PSV                   | Vlag van Nederland | Eredivisie       | 13         | 0          | 0     | 0     | 7              | 0              | 0      | 0      | 20     | 0      |
| 2006/07         | PSV                   | Vlag van Nederland | Eredivisie       | 11         | 1          | 2     | 0     | 2              | 0              | 0      | 0      | 15     | 1      |
| Club totaal     | Club totaal           | Club totaal        | Club totaal      | 24         | 1          | 2     | 0     | 9              | 0              | 0      | 0      | 35     | 1      |
| Carrière totaal | Carrière totaal       | Carrière totaal    | Carrière totaal  | 334        | 11         | 35    | 1     | 96             | 0              | 9      | 0      | 474    | 12     |

1 N.B. Dit betreft een clubtotaal, dus een totaal van beide periodes bij Ajax.

## Erelijst
Als speler
| Competitie            |        |                  |      |      |
| Competitie            | Aantal | Jaren            |      |      |
| Ajax                  | Ajax   | Ajax             | Ajax | Ajax |
| --------------------- | ------ | ---------------- | ---- | ---- |
| Mondiaal              |        |                  |      |      |
| Intercontinental Cup  | 1x     | 1995             |      |      |
| Continentaal          |        |                  |      |      |
| UEFA Champions League | 1x     | 1994/95          |      |      |
| UEFA Super Cup        | 1x     | 1995             |      |      |
| UEFA Cup              | 1x     | 1991/92          |      |      |
| Nationaal             |        |                  |      |      |
| Eredivisie            | 2x     | 1994/95, 1995/96 |      |      |
| KNVB beker            | 1x     | 1992/93          |      |      |
| Nederlandse Supercup  | 2x     | 1994, 1995       |      |      |
| FC Barcelona          |        |                  |      |      |
| Continentaal          |        |                  |      |      |
| UEFA Super Cup        | 1x     | 1997             |      |      |
| Nationaal             |        |                  |      |      |
| Primera División      | 2x     | 1997/98, 1998/99 |      |      |
| Copa del Rey          | 1x     | 1997/98          |      |      |
| PSV                   |        |                  |      |      |
| Eredivisie            | 2x     | 2005/06, 2006/07 |      |      |

Als trainer
| Eerste divisie | 1x | 2017/18 |

Als assistent-trainer
| Competitie           |        |                  |      |      |
| Competitie           | Aantal | Jaren            |      |      |
| Ajax                 | Ajax   | Ajax             | Ajax | Ajax |
| -------------------- | ------ | ---------------- | ---- | ---- |
| Eredivisie           | 2x     | 2018/19, 2020/21 |      |      |
| Johan Cruijff Schaal | 1x     | 2019             |      |      |
| KNVB Beker           | 1x     | 2020/21          |      |      |
| Sparta Rotterdam     |        |                  |      |      |
| Eerste divisie       | 1x     | 2015/16          |      |      |

## Loopbaan als trainer

### Trainerscursus
Op basis van zijn prestaties als voetballer (vier eindtoernooien met het Nederlands elftal en twee Europese clubfinales) kwam Reiziger in aanmerking voor een versnelde cursus Coach Betaald Voetbal. Op 29 april 2008 werd bekend dat Reiziger deel zou nemen aan de trainerscursus. Ook voormalig teamgenoten Dennis Bergkamp, Phillip Cocu en Patrick Kluivert gingen de opleiding gedurende het seizoen 2008/2009 volgen.

### Sparta Rotterdam
Reiziger trad in de zomer van 2013 als jeugdtrainer in dienst bij Sparta Rotterdam. Op 30 december 2014 werd bekend dat Reiziger de assistent zou worden van de nieuwe trainer Alex Pastoor.

### Jong Ajax
Op 21 juni 2017 tekende Reiziger een tweejarige verbintenis als trainer van Jong Ajax. Hij werd daarmee de opvolger van Marcel Keizer, die op 17 juni 2017 werd gepromoveerd tot coach van de hoofdmacht van Ajax. Op 23 juni 2017 werd bekendgemaakt dat oud-teamgenoot Winston Bogarde als assistent van Reiziger benoemd werd. Reiziger wist in zijn eerste seizoen de titel in de Eerste Divisie te pakken. Jong Ajax werd in seizoen 2017/2018 daarmee de eerste beloftenploeg die kampioen werd in de Eerste Divisie.

### KNVB
Reiziger werd in 2023 aangesteld als bondscoach voor het Nederlands voetbalelftal onder 21. Hij werd door bondscoach Ronald Koeman als assistent toegevoegd aan de staf van het Nederlands elftal voor het Europees kampioenschap voetbal 2024.